# Castor Cantero
Castor Sixto Cantero (* 12. Januar 1918; † unbekannt) war ein paraguayischer Fußballspieler, der mit der Nationalmannschaft seines Heimatlandes viermal an der Südamerikameisterschaft und an der Fußball-Weltmeisterschaft 1950 in Brasilien teilnahm.

## Karriere

### Verein
Leben und Karriere von Castor Cantero sind spärlich dokumentiert. Er spielte nachweislich zwischen 1946 und 1950 für den Club Olimpia aus Asunción und gewann mit diesem Klub zweimal die paraguayische Meisterschaft.

### Nationalmannschaft
Cantero debütierte am 11. Januar 1942 im Rahmen des Campeonato Sudamericano 1942 beim 3:4 gegen Argentinien in der paraguayischen Nationalmannschaft. Er nahm auch an den Kontinentalmeisterschaften 1946 und 1947 teil.
Beim Campeonato Sudamericano 1949 erzielte er beim 3:1 im Spiel gegen Peru sein einziges Länderspieltor zum zwischenzeitlichen 3:0. Bei dem im Ligasystem ausgetragenen Wettbewerb unterlag Paraguay im Entscheidungsspiel um den Turniersieg gegen den brasilianischen Gastgeber mit 0:7.
Im folgenden Jahr wurde Cantero in das Aufgebot für die Fußball-Weltmeisterschaft 1950 in Brasilien berufen, für die Paraguay wegen des Verzichts von Ecuador und Peru automatisch qualifiziert war. Nach einem 2:2 gegen Schweden und einer 0:2-Niederlage gegen Italien schied Paraguay als Gruppenletzter aus dem Turnier aus. Cantero kam in beiden Spielen zum Einsatz. Das Spiel gegen Italien war zugleich sein letzter Einsatz in der Nationalmannschaft.

## Erfolge
- Paraguayischer Meister: 1947, 1948